# گوبی
گوبی (به انگلیسی: Gubbi) یک زیستگاه انسانی در هند است که در ناحیه تومکور واقع شده‌است.

## خصوصیات
گوبی ۱۶٬۸۰۲ نفر جمعیت دارد و ۷۶۷ متر بالاتر از سطح دریا واقع شده‌است.

## نگارخانه

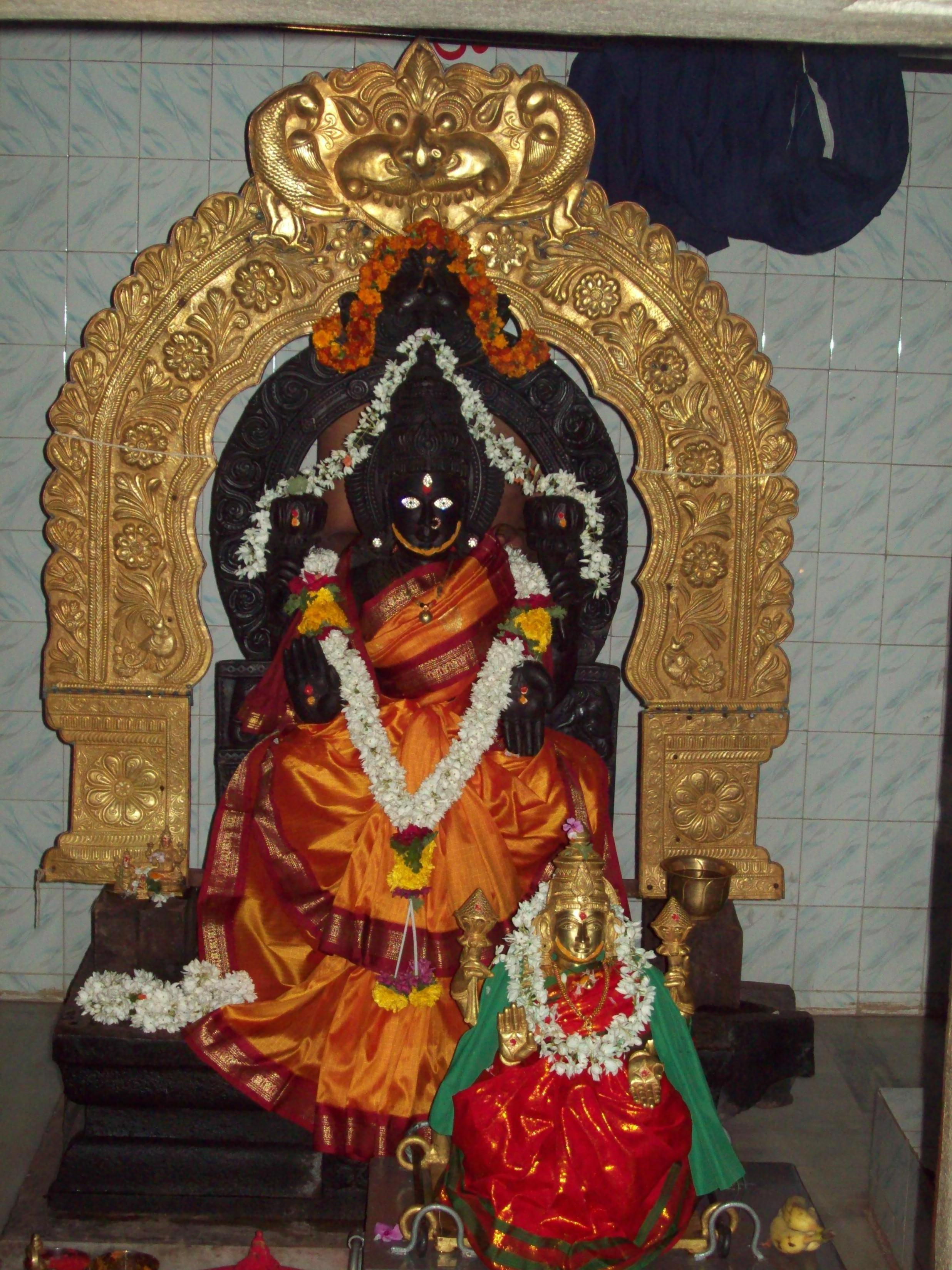